# فهرست فیلم‌های توقیف‌شده یا اکران‌نشده سینمای ایران
نزدیک به تمام فیلم‌های پیش از انقلاب ایران، به دلایلی چون عدم وجود پوشش حجاب، رقص و آواز، پس از انقلاب غیرقابل پخش تشخیص داده شده‌اند. از این میان می‌توان به چند استثنا مثل فیلم گاو (۱۳۴۸) به کارگردانی داریوش مهرجویی اشاره کرد که در سال ۱۳۸۲ در سینما سپیده اکران محدودی داشت. همچنین فیلم سازدهنی (۱۳۵۲) ساخته امیر نادری و طبیعت بی‌جان (۱۳۵۴) ساخته سهراب شهید ثالث که از صدا و سیمای جمهوری اسلامی ایران پخش شدند. فیلم شیر خفته (۱۳۵۴) به کارگردانی محمود کوشان نیز در آبان ١۴٠٠ با حذف بخش‌های زیادی از محتوا، به خصوص حذف کامل بازی شخصیت آرام (اعظم میرحسینی) از شبکهٔ چهار پخش شد.

## ممیزی در سینمای ایران
اولین قانون مدون نظارت آثار سینمایی در ایران به سال ۱۳۰۹ و لایحه نمایش‌ها و سینماها بازمی‌گردد:
«هر سینما مکلف است مدیر مسئول تعیین و کتباً به شعبه معارف بلدیه معرفی کند … هر قسمت از فیلم را که بلدیه منافی اخلاق و عفت بداند قطع نموده، با حضور مدیر سینما در قوطی گذارده، لاک و مهر کرده، در مقابل رسید کتبی تحویل و تسلیم مشارٌ‌الیه خواهد شد.»∗
در سال ۱۳۴۷ قاعده جدیدی با عنوان آیین‌نامه نظارت بر نمایش فیلم و اسلاید تدوین می‌شود که شورایی مرکب از کارشناسان سیاسی و هنری بر آن نظارت می‌کنند. برخی موارد این آیین‌نامه به این ممنوعیت‌ها اشاره دارد:
- اهانت به توحید پروردگار و ادیان و کتب آسمانی و پیغمبران و مقدسان و مقدسات و ائمه اطهار
- اهانت به دین مبین اسلام و کیش شیعه اثنی عشری
- هتک حرمت و اهانت به مذهب و معتقدات اقلیت‌های مذهبی
- اسائه ادب نسبت به مقام شامخ سلطنت و خاندان جلیل او
- اهانت نسبت به مقام‌های دولتی اعم از کشوری و لشکری
- صحنه‌هایی که حاکی از سوءقصد علیه رئیس و اعضای یک دولت بوده و قصد تحریک در آن آشکار باشد
- صحنه‌هایی که حاکی از شورش علیه نیروهای انتظامی و امنیتی و دفاعی باشد
- تبلیغ برای هرگونه مراسم و مسلکی که به موجب قوانین و مقررات کشور ایران غیرقانونی باشد
- ارائه مناظر جزئیات روابط جنسی
- به کاربردن عبارات و اصطلاحات و اصوات وقیح و رکیک
- نشان دادن مناظر مخروبه و افراد پاره پوش به منظور تخفیف حیثیت ایران
- صحنه‌هایی که در آن جزئیات یک قتل نشان داده شود…

چه در دوران پیش از انقلاب ایران، چه در دوران پس از آن قوانین سخت‌گیرانه‌ای بر سینمای ایران وضع شده‌است و بسیاری از آثار سینمایی با توجه به این قوانین یا توقیف می‌شوند یا با تغییراتی به نمایش درمی‌آیند.
دایره مینا مهرجویی چند سال در توقیف باقی می‌ماند و در سال ۱۳۵۶ با بازتر شدن فضای سیاسی، با حذف و ممیزی زیاد اجازه اکران می‌یابد. آرامش در حضور دیگران اثر ناصر تقوایی پس از چهار سال توقیف در سال ۱۳۵۲ بعد از حذف حدود بخش‌هایی از فیلم بر پرده می‌رود.
بانو مهرجویی به دلیل دیدگاه خاصش نسبت به طبقه محروم پس از چند سال توقیف در سال ۱۳۷۰ به نمایش درآمد. باشو غریبه کوچک در سال ۱۳۶۵به کارگردانی بهرام بیضایی و بازیگری سوسن تسلیمی و عدنان عفراویان ساخته می‌شود، اما به دلیل آنکه مضمونش ضد جنگ تشخیص داده می‌شود تا سال ۱۳۶۸ فرصت نمایش پیدا نمی‌کند.
اما فیلم‌هایی چون ده اثر عباس کیارستمی، کویر مرگ اثر اسماعیل براری، طلای سرخ اثر جعفر پناهی و «مه بانو» به کارگردانی مجید بهشتی، نوشته علیمحمد افغانی، به دلیل خودداری کارگردانانشان از دادن تغییرات در فیلم، هرگز به نمایش عمومی درنیامدند.
از جمله‌بندهای قوانین نظارت در نیمه دوم دهه ۱۳۶۰ می‌توان به موارد ممنوعه زیر اشاره کرد:
- هتک حرمت مقدسین و مقدسات اسلامی و سایر ادیان شناخته‌شده در قانون اساسی جمهوری اسلامی ایران.
- نفی یا مخدوش‌نمودن ارزش والای انسان.
- اشاعه اعمال رذیله و فساد و فحشاء…
- تشویق و ترغیب یا آموزش اعتیادهای مضر و خطرناک و راه‌های کسب درآمد نامشروع…
- بیان یا عنوان هرگونه مطلبی که مغایر با منافع و مصالح کشور بوده و مورد سوء استفاده بیگانگان قرار گیرد.
- نشان‌دادن صحنه‌هایی از جزئیات قتل، شکنجه، جنایت و آزار که موجب ناراحتی و بدآموزی گردد.
- بیان مخدوش حقایق تاریخی و جغرافیایی…
- نشان‌دادن تصاویر و اصوات ناهنجار، اعم از نقص فنی یا غیر آن…
- نمایش فیلم‌های نازل تکنیکی و هنری یا آثاری که ذوق و سلیقه تماشاگر را به انحطاط و ابتذال بکشاند.

## فهرست فیلم‌ها
| چریکه تارا                      | ۱۳۵۸        | بهرام بیضایی       | در این فیلم سوسن تسلیمی ایفای نقش نموده‌است. این فیلم در سال ۱۳۵۹ در جشنواره فیلم کن به نمایش درآمد ولی از نمایش آن در ایران به‌دلیل عدم همخوانی حجاب سوسن تسلیمی در فیلم با استاندارهای حجاب اسلامی در حکومت نوپای جمهوری اسلامی ممانعت به عمل آمد. / نسخه سینمایی تئاتری به همین نام از بهرام بیضایی. این فیلم به دلیل خودداری کارگردان در نمایش پوشش حجاب برای زنان فیلم هرگز اکران عمومی نشد. |     |             | |
| زنده‌باد…                        | ۱۳۵۸        | خسرو سینایی        | |     |             | |
| مسافر شب                        | ۱۳۵۹        | منصور تهرانی       | |     |             | |
| گفت هرسه نفرشان                 | ۱۳۵۹        | غلامعلی عرفان      | |     |             | |
| آقای هیروگلیف                   | ۱۳۵۹        | غلامعلی عرفان      | |     |             | |
| انفجار                          | ۱۳۵۹        | ساموئل خاچیکیان    | |     |             | |
| میراث من جنون                   | ۱۳۶۰        | مهدی فخیم‌زاده      | |     |             | |
| بند                             | ۱۳۶۰        | غلامحسین طاهری     | |     |             | |
| خط قرمز                         | ۱۳۶۰        | مسعود کیمیایی      | نخستین فیلم کارگردان پس از انقلاب ۱۳۵۷/ این فیلم نیز به دلیل بدحجابی بازیگران مجوز اکران عمومی دریافت نکرد، اگرچه در نخستین جشنواره فیلم فجر در سال ۱۳۶۰ به نمایش درآمده بود. |     |             | |
| مرگ یزدگرد                      | ۱۳۶۰        | بهرام بیضایی       | در سال ۱۳۵۸ برای شبکه ۱ سیما ساخته شد، اما هنگام پخش با قوانین جدید روبرو گردید. این فیلم نیز در سال ۱۳۶۱ در جشنواره فیلم فجر به نمایش درآمد ولی اجازه اکران عمومی نیافت. علاوه بر پوشش بازیگران، اشکالات محتوایی به نمایشنامه آن نیز در این توقیف مؤثر بوده‌است. |     |             | |
| جایزه                           | ۱۳۶۱        | علیرضا داودنژاد    | |     |             | |
| برزخی‌ها                         | ۱۳۶۱        | ایرج قادری         | |     |             | |
| حاجی واشینگتن                   | ۱۳۶۱        | علی حاتمی          | این فیلم بعدها در اواخر دهه ۷۰ در سینماها به نمایش درآمد. |     |             | |
| صف                              | ۱۳۶۳        | علی اصغر عسگریان   | |     |             | |
| باشو، غریبه کوچک                | ۱۳۶۴ (۱۳۶۵) | بهرام بیضایی       | پس از چند سال توقیف، نخستین بار در ۲۳ بهمن ۱۳۶۸ به نمایش عمومی درآمد. |     |             | |
| جعفرخان از فرنگ برگشته          | ۱۳۶۶        | علی حاتمی          | دو کارگردان |     |             | |
| باد سرخ                         | ۱۳۶۷        | جمشید ملک‌پور       | |     |             | |
| مشق شب                          | ۱۳۶۷        | عباس کیارستمی      | |     |             | |
| در مسلخ عشق                     | ۱۳۶۹        | کمال تبریزی        | به دلیل ملاحظاتی در مورد جنگ ایران و عراق |     |             | |
| شب‌های زاینده‌رود                 | ۱۳۶۹        | محسن مخملباف       | به اتهام القای سرخوردگی ایثارگران، روابط آزاد جنسی و بی‌ثمری انقلاب |     |             | |
| نوبت عاشقی                      | ۱۳۶۹        | محسن مخملباف       | به اتهام ترویج سوسیالیسم جنسی / با اینکه در جشنواره فیلم فجر در سال ۱۳۶۹ شرکت داشت، توقیف شد و هرگز به نمایش عمومی در نیامد. |     |             | |
| ناصرالدین‌شاه آکتور سینما        | ۱۳۷۰        | محسن مخملباف       | |     |             | |
| بانو                            | ۱۳۷۰        | داریوش مهرجویی     | به دستور مستقیم فخرالدین انوار، معاون سینمایی وقت و طبق نظر شورای پروانهٔ نمایش، به دلیل «توهین به انسان و مردم» توقیف شد. پس از تحولات خرداد ۷۶، رفع توقیف شد و از ۲۲ مهر ۱۳۷۷در تهران اکران شد. |     |             | |
| آشیانه                          | ۱۳۷۲        | اسماعیل براری      | دومین فیلم سینمایی کارگردان و محصول شبکه دوم تلویزیون ایران است که در سال۱۳۷۰ به دلیل سوژه عشق، مهر توقیف خورد و قبل از نمایش آرشیو شد. |     |             | |
| آدم‌برفی                         | ۱۳۷۳        | داود میرباقری      | این فیلم به مدت سه سال توقیف بود و در سال ۱۳۷۶ اکران شد. |     |             | |
| دیدار                           | ۱۳۷۳        | محمدرضا هنرمند     | |     |             | |
| خلع سلاح                        | ۱۳۷۳        | علیرضا داوودنژاد   | |     |             | |
| تحفه هند                        | ۱۳۷۴        | محمدرضا زهتابی     | |     |             | |
| دایره                           | ۱۳۷۸        | جعفر پناهی         | به اتهام سیاه‌نمایی / به عنوان بهترین فیلم جشن خانه سینما در سال ۱۳۸۰ انتخاب شد ∗ اما هرگز در ایران به اکران عمومی درنیامد. |     |             | |
| دختران خورشید                   | ۱۳۷۸        | مریم شهریار        | |     |             | |
| نیمه پنهان                      | ۱۳۷۹        | تهمینه میلانی      | کارگردان از سوی قوه قضائیه بازداشت شد |     |             | |
| سفره ایرانی                     | ۱۳۷۹        | کیانوش عیاری       | |     |             | |
| کویر مرگ                        | ۱۳۸۰        | اسماعیل براری      | به گفته کارگردان آن، مراحل آغازین و پیش از پروانه ساخت آن ده سال به درازا کشیده و ماجرای عجیب حمایت شهید آوینی از فیلم‌نامه در برابر مخالفت حوزه هنری که اندکی قبل از کشته‌شدن تا پای استعفای او پیش رفته، و سرانجام در سال ۱۳۸۰ تولید، و به‌دنبال جنجال رد و سپس پذیرش و نمایش نابهنگام آن در جشنواره فیلم فجر همان سال منجر به تصمیم متفاوت شورای صدور پروانه نمایش مبنی بر اضافه‌شدن ۷ دقیقه به فیلم شد که با خودداری کارگردان در محاق توقیف قرار گرفت. |     |             | |
| مه‌بانو                          | ۱۳۸۰        | مجید بهشتی         | براساس رمان بافته‌های رنج نوشته علیمحمد افغانی، ساخته شد و در سال ۱۳۸۰پروانه اکران دریافت کرد؛ ولی صدا وسیما تهیه‌کننده اثر از اکران فیلم خودداری کرد. |     |             | |
| ده                              | ۱۳۸۰        | عباس کیارستمی      | در چهار اپیزود از فیلم ده طبق قوانین نظارت مواردی از جمله بی‌حجابی یا بیان یک جمله وجود دارد که در صورت حذف آن‌ها پروانه نمایش عمومی فیلم صادر می‌شد. اما این تعدیل که در حد چهار، پنج دقیقه است با واکنش عباس کیارستمی، کارگردان فیلم، روبرو شد. |     |             | |
| خانه‌ای روی آب                   | ۱۳۸۰        | بهمن فرمان‌آرا      | |     |             | |
| رأی مخفی                        | ۱۳۸۰        | بابک پیامی         | |     |             | |
| رأی باز                         | ۱۳۸۱        | مهدی نوربخش        | در جشنواره بیست و دوم فیلم فجر به نمایش درآمد، فیلم مجوز نمایش در محیط‌های فرهنگی را هم دارد، اما مجوز نمایش عمومی با عنوان پایین‌بودن کیفیت تصویری صادر نشده‌است. البته این دلایل در حالی عنوان می‌شود که بر اساس گفته مهدی نوربخش به نظر می‌رسد بیشتر مضمون فیلم مانع صدور مجوز است. |     |             | |
| ابجد                            | ۱۳۸۱        | ابوالفضل جلیلی     | ابجد را تلویزیون ایران تولید کرده و خودش هم از نمایش عمومی آن جلوگیری کرده‌است. |     |             | |
| سکوت میان دو فکر                | ۱۳۸۲        | بابک پیامی         | |     |             | |
| مارمولک                         | ۱۳۸۲        | کمال تبریزی        | |     |             | |
| خواب تلخ                        | ۱۳۸۲        | محسن امیریوسفی     | این فیلم با اینکه موفق به دریافت پروانه نمایش شد، تنها اکران محدودی در شهر محل فیلم‌برداری داشت، و پس از آن به دلیل مضمون جنجال‌برانگیزش توقیف شد. این فیلم در تاریخ ۲ آذر ۱۳۹۴ در سینماهای بخش هنر و تجربه ایران اکران شد. |     |             | |
| جزیره آهنی                      | ۱۳۸۲        | محمد رسول‌اف        | با کسب پروانه ساخت تولید شد و پس از پایان یافتن مراحل تولید، ابتدا برای حضور در جشنواره کن مجوز نمایش بین‌المللی را به دست آورد و سپس اواسط تابستان ۸۴ پروانه نمایش عمومی کسب کرد. اما نمایش فیلم در تهران، حتی در حد نمایش خصوصی هم با مشکلاتی روبروست که کارگردان فیلم، آن را ناشی از اعمال نظر فارابی به عنوان یکی از صاحبان حقوق فیلم می‌داند. |     |             | |
| طلای سرخ                        | ۱۳۸۲        | جعفر پناهی         | به اتهام سیاه‌نمایی / فیلم از نگاه مسئولان اداره نظارت در سال ۸۲، مشکل مضمونی نداشته‌است. شورای صدور پروانه نمایش، دادن پروانه را به حذف حدود سه دقیقه از فیلم مشروط کرده که پذیرفته‌نشدن این شرط از سوی جعفر پناهی، کارگردان، طلای سرخ را در میان فیلم‌هایی که امکان نمایش عمومی ندارند قرار داده‌است. |     |             | |
| وقت چیدن گردوها                 | ۱۳۸۲        | ایرج امامی         | |     |             | |
| ناف                             | ۱۳۸۳        | محمد شیروانی       | محمد شیروانی در اردیبهشت ۱۳۹۴ در اقدامی اعتراضی فیلم‌ را در سایت خود به حراج گذاشت. |     |             | |
| به رنگ ارغوان                   | ۱۳۸۳        | ابراهیم حاتمی‌کیا   | به دلیل شکایت وزارت اطلاعات، در برنامه جشنواره فجر سال ۱۳۸۳ خارج شد∗، و پس از ۵ سال توقیف در جشنواره فجر سال ۱۳۸۸ شرکت کرد و پس از آن به اکران عمومی درآمد. |     |             | |
| آفساید                          | ۱۳۸۴        | جعفر پناهی         | این فیلم با اینکه در سال ۱۳۸۴ در جشنواره فجر شرکت کرد، اما به دلیل سوژه حساسیت‌برانگیز آن یعنی زیرسؤال بردن ممنوعیت ورود زنان به ورزشگاه‌ها، موفق به دریافت پروانه نمایش نشد و از اکران دور ماند. |     |             | |
| چند کیلو خرما برای مراسم تدفین  | ۱۳۸۴        | سامان سالور        | |     |             | |
| عصر جمعه                        | ۱۳۸۴        | مونا زندی حقیقی    | پس از ۱۵ سال و در شهریور ۱۳۹۹ در نمایش خانگی منتشر شد |     |             | |
| سفر به هیدالو                   | ۱۳۸۴        | مجتبی راعی         | |     |             | |
| نسل جادویی                      | ۱۳۸۴        | ایرج کریمی         | به دلیل نوعی نگاه نامتعارف به «قدرت‌های جادویی» جوانان نسل سوم توقیف شد و سرانجام در سال ۱۳۸۸ در شبکه‌ی نمایش خانگی و توسط مؤسسه قرن ۲۱ به انتشار رسید. |     |             | |
| فصل ممنوعه                      | ۱۳۸۴        | فریبرز کامکاری     | |     |             | |
| کارگران مشغول کارند             | ۱۳۸۴        | مانی حقیقی         | |     |             | |
| نیوه‌مانگ                        | ۱۳۸۵        | بهمن قبادی         | |     |             | |
| آبادان                          | ۱۳۸۵        | مانی حقیقی         | اداره نظارت و ارزشیابی در آن دوره این‌طور تشخیص داد که پس از صدور مجوز، فیلم در نمایش عمومی با واکنش‌هایی دردسرساز روبرو خواهد شد. بخش‌هایی از فیلم که در شهرک وزارت دفاع می‌گذرد بیش از سایر بخش‌ها مانع صدور مجوز شده‌است. |     |             | |
| نقاب                            | ۱۳۸۶        | کاظم راست‌گفتار     | |     |             | |
| آفساید                          | ۱۳۸۶        | جعفر پناهی         | کارگردان به دلیل ساخت این فیلم ممنوع الکار شد |     |             | |
| سنتوری                          | ۱۳۸۶        | داریوش مهرجویی     | |     |             | |
| صد سال به این سال‌ها             | ۱۳۸۶        | سامان مقدم         | با وجود داشتن مجوز اکران، همچنان در محاق توقیف به سر می‌برد |     |             | |
| تسویه‌حساب                       | ۱۳۸۶        | تهمینه میلانی      | |     |             | |
| شکارچی                          | ۱۳۸۷        | رفیع پیتز          | |     |             | |
| دویدن در میان ابرها             | ۱۳۸۷        | امین فرج‌پور        | این فیلم که در جشنواره فجر سال ۱۳۸۸ جایزه فیلم‌نامه و کارگردانی را در آثار اول به دست آورد و بعدتر نیز در کارلووی واری، جشنواره هامبورگ و فستیوال وزول جوایز زیادی به دست آورد از آن سال به این سو نتوانسته مجوز اکران بگیرد و به بهانه‌های زیادی از جمله سیاه‌نمایی روی پرده نیامده است. دویدن در میان ابرها حتی مجوز نمایش در گروه سینمایی هنر و تجربه و نمایش ویدیوئی نیز نداشته‌است. |     |             | |
| ترانه تنهایی تهران              | ۱۳۸۷        | سامان سالور        | |     |             | |
| خستگی                           | ۱۳۸۷        | بهمن معتمدیان      | |     |             | |
| باد ما را خواهد برد             | ۱۳۸۸        | عباس کیارستمی      | با وجود دریافت پروانه نمایش هرگز امکان اکران عمومی را پیدا نکرد. |     |             | |
| زمهریر                          | ۱۳۸۸        | علی روئین‌تن        | |     |             | |
| کسی از گربه‌های ایرانی خبر نداره | ۱۳۸۸        | بهمن قبادی         | |     |             | |
| زیر آب                          | ۱۳۸۸        | سپیده فارسی        | |     |             | |
| به امید دیدار                   | ۱۳۸۹        | محمد رسول‌اف        | |     |             | |
| اوریون (فیلم)                   | ۱۳۸۹        | علی زمانی عصمتی    | |     |             | |
| نزدیک‌تر از آشنا                 | ۱۳۸۹        | رضا سرکانیان       | |     |             | |
| گزارش یک جشن                    | ۱۳۸۹        | ابراهیم حاتمی‌کیا   | با موضوع حوادث انتخابات سال ۱۳۸۸ / با اینکه در جشنواره فجر سال ۸۹ شرکت داشت، ولی بعد از آن توسط سازمان سینمایی توقیف شد و هیچگاه در سینماها اکران نشد و حتی نمایش ویدیوئی نیز نداشته‌است. |     |             | |
| پریناز                          | ۱۳۸۹        | بهرام بهرامیان     | دلیل توقیف کاراکتر اصلی فیلم با بازی فاطمه معتمدآریا بود. شورای پروانه نمایش دولت دهم، نمایش چهره زن مؤمن و متدین که دارای وسواس‌های فکری و اختلالات شخصیتی است را رد کرد و اعلام کرده بود چنین تصویری امکان نمایش در سینماها را ندارد. این فیلم سرانجام با تغییرات و حذفیات بخش‌هایی از آن در شهریور ۱۳۹۶ در گروه سینمایی هنر و تجربه اکران شد.[۱][۲] |     |             | |
| خیابان‌های آرام                  | ۱۳۸۹        | کمال تبریزی        | |     |             | |
| خانه پدری                       | ۱۳۸۹        | کیانوش عیاری       | به گفتهٔ سید ضیاءالدین دری در سال ۱۳۹۲ مشکل آن حل شده بود اما با نظر حجت‌الله ایوبی این فیلم به توقیفی‌ها پیوست. علی احمدزاده نیز طی اظهارنظری جنجالی، اعمال سلیقه دختر حجت‌الله‌ایوبی را احتمالاً ریشه‌دار در کودکی دختر او دانست. / این فیلم پس از ۳ سال توقیف در جشنواره فجر ۳۲ در سال ۱۳۹۲ و روزهای چهارم و پنجم دی‌ماه ۱۳۹۳ در گروه سینمایی هنر و تجربه در پردیس سینمایی کوروش به نمایش درآمد اما پس از آن نمایش فیلم متوقف شد و هرگز اکران گسترده نشد. |     |             | |
| گزارش مریم                      | ۱۳۸۹        | اسماعیل براری      | ابن فیلم که در سال ۱۳۸۴ در مرحله ۹۵% پیشرفت در مرحله تولید متوقف شده بود، در نهایت در سال ۸۹ آماده نمایش شد اما پروانه نمایش به آن تعلق نگرفت. به گفته کارگردان فیلم «گزارش مریم توسط توسط مدیریت وقت بنیاد سینمایی فارابی توقیف شد و من هنوز هم دلیل توقیف آن را نمی دانم». |     |             | |
| زندگی خصوصی                     | ۱۳۹۰        | محمدحسین فرح‌بخش    | پخش به صورت قاچاق |     |             | |
| خرس                             | ۱۳۹۰        | خسرو معصومی        | پخش به صورت قاچاق در سال 1399 |     |             | |
| دوازده صندلی                    | ۱۳۹۰        | اسماعیل براری      | این فیلم به دلیل ارتباط داستانی آن به امیرعباس هویدا در محاق توقیف قرار گرفت. در نهایت در سال ۱۳۹۵ اکران بسیار محدودی شد که به گفته کارگردان «این اکران تفاوتی با اکران نشدن نداشت زیرا به صورت بسیار محدود به نمایش گذاشته شد.» |     |             | |
| آینه شمعدون                     | ۱۳۹۱        | بهرام بهرامیان     | این فیلم در میانه فیلمبرداری به علت مغایرت فیلمنامه با فیلمنامه مصوب وزارت ارشاد از سوی معاونت نظارت ارزشیابی توقیف شد. |     |             | |
| یک خانواده محترم                | ۱۳۹۱        | مسعود بخشی         | پخش به صورت قاچاق |     |             | |
| این یک رویاست                   | ۱۳۹۱        | محمود غفاری        | |     |             | |
| رستاخیز                         | ۱۳۹۱        | احمدرضا درویش      | همان سال ۹۱ بر روی پرده سینما رفت ولی پس از گذشت دقایقی از پخش آن به دلیل نمایش چهره حضرت عباس و افراد بنی هاشم برخی مراجع و علمای شیعه اعتراض کردند و توقیف اکران شد. در مهر ۹۸ یک شخص در یوتیوب فیلم رستاخیز را با نام القربان با دوبله عربی به اشتراک گذاشت که حاشیه‌های زیادی برای فیلم ایجاد کرد |     |             | |
| آشغال‌های دوست‌داشتنی             | ۱۳۹۱        | محسن امیریوسفی     | به دلیل موضوع فیلم که در مورد حوادث سال ۱۳۸۸ است به مدت ۶ سال توقیف بود و سرانجام در زمستان ۱۳۹۷ اکران شد. |     |             | |
| گشت ارشاد                       | ۱۳۹۱        | سعید سهیلی         | |     |             | |
| زندگی خصوصی                     | ۱۳۹۱        | محمدحسین فرح‌بخش    | |     |             | |
| شیفتگی                          | ۱۳۹۲        | علی زمانی عصمتی    | |     |             | |
| عصبانی نیستم!                   | ۱۳۹۲        | رضا درمیشیان       | به دلیل موضوع فیلم که در مورد حوادث سال ۱۳۸۸ است توقیف شد و بعد از ۶ سال در اردیبهشت ۱۳۹۷ اکران شد. |     |             | |
| مثلث واژگون                     | ۱۳۹۲        | حسین رجبیان        | به اتهام سیاه‌نمایی و ارائه برداشت شخصی از مسائل موجود و عدم وجود حجاب نسبی بازیگر زن در برخی صحنه‌ها. متریال و باند بین‌الملل صدای این فیلم پس از تدوین توسط نیروهای امنیتی ایران توقیف و کارگردانش برای مجموع فعالیت غیرمجاز هنری اش و تبلیغ علیه نظام به شش سال زندان محکوم شد. / پس از دستگیری کارگردان توسط نیروهای امنیتی ایران و سرانجام حکم شش سال زندان برای سازنده‌اش در ایران هرگز به نمایش در نیامد. مثلث واژگون برای اولین بار توسط دو کارگردان که هرگز نامشان فاش نشد و نیروهای امنیتی ایران بازبینی شد و متریال فیلم تاکنون به سازنده‌اش بازگردانده نشده‌است. به عناوین مختلف از این فیلم ۳۴ دقیقه کاسته شد. سر انجام حسین رجبیان در اعتراض به حکم شش سال زندانش نسخه ۹۰ دقیقه‌ایی با کیفیت متوسط موجود فیلم را به صورت آنلاین در یوتیوب انتشار داد. |     |             | |
| مهمونی کامی                     | ۱۳۹۲        | علی احمدزاده       | به دلیل آنچه از سوی مسئولان بدحجابی بازیگران زن خوانده می‌شود توقیف شد. |     |             | |
| پرده بسته                       | ۱۳۹۲        | جعفر پناهی         | |     |             | |
| دستنوشته‌ها نمی‌سوزند             | ۱۳۹۲        | محمد رسول‌اف        | |     |             | |
| تاکسی                           | ۱۳۹۳        | جعفر پناهی         | |     |             | |
| مو                              | ۱۳۹۳        | محمود غفاری        | این فیلم به صورت زیرزمینی و بدون دریافت پروانه ساخت از وزارت ارشاد ساخته شد و در صحنه از ان یکی بازیگران دختر نقش اصلی حجاب از سر برمیدارد. فیلم مو در سال ۱۴۰۰ و در بحبوحه جنبش زن زندگی ازادی از شبکه بی‌بی‌سی فارسی پخش شد. در توضیح این شبکه برای معرفی این فیلم امده است که فیلم مو به‌طور حیرت انگیزی انقلاب زنان ایران را پیش بینی کرده است. |     |             | |
| منشی مخصوص من                   | ۱۳۹۳        | صالح دلدم          | علی‌رغم دریافت پروانه نمایش توقیف شد. این فیلم در اواخر دولت احمدی‌نژاد پروانه ساخت گرفت اما پروسه تولید و دریافت پروانه نمایش آن با دولت حسن روحانی همزمان شد و در دوره وزارت ارشاد علی جنتی و ریاست حجت‌الله ایوبی بر سازمان سینمایی توقیف گردید. حاشیه‌های به وجود آمده برای این فیلم در دوره ریاست حجت‌الله ایوبی نهایتا منجر به سکته قلبی و عمل جراحی قلب صالح دلدم در سن سی سالگی شد. |     |             | |
| نوشتن بر شهر                    | ۱۳۹۴        | کیوان کریمی        | به دلیل ساخت این فیلم و ساخت چندین کلیپ موسیقی به شش سال زندان محکوم شد . کریمی مدت یکسال از محکومیت خود را در زندان اوین گذراندند. |     |             | |
| پنجاه کیلو آلبالو               | ۱۳۹۴        | مانی حقیقی         | پخش کامل با کیفیت پرده‌ایی و پخش شرکتی با ممیزی |     |             | |
| کاناپه                          | ۱۳۹۵        | کیانوش عیاری       | |     |             | |
| ارادتمند؛ نازنین بهاره تینا     | ۱۳۹۵        | عبدالرضا کاهانی    | |     |             | |
| لرد                             | ۱۳۹۵        | محمد رسول‌اف        | |     |             | |
| شیفت نیمه شب (۲۰۱۶)             | ۱۳۹۵        | حسین دلیرجواد نظری | این فیلم توسط وزارت فرهنگ و ارشاد اسلامی در داخل ایران توقیف شد | طبل | کیوان کریمی | فیلم در جشنواره ونیز نمایش داده شد در حالی که کارگردان فیلم در زندان اوین به‌سر میبرد. این فیلم در طول هفده روز تعطیلات نوروز سال نود و پنج در تهران فیلمبرداری شد |
| رحمان ۱۴۰۰                      | ۱۳۹۷        | منوچهر هادی        | در نوروز ۱۳۹۸ اکران شد و توانست رکورد بیشترین حضور تماشاگر در یک روز و بیشترین فروش روزانه را بشکند؛ ولی پس از حدود ۲۰ روز به دلیل اکران نسخه بدون مجوز در برخی سینماها توسط وزارت فرهنگ و ارشاد اسلامی توقیف شد،این فیلم در تاریخ ۱۶ اسفند ۹۸ در شبکه نمایش خانگی پخش شد. |     |             | |
| سه‌رخ                            | ۱۳۹۷        | جعفر پناهی         | |     |             | |
| من، زهره                        | ۱۳۹۸        | سیامک ابراهیمی     | فیلم «من، زهره» به کارگردانی سیامک ابراهیمی، به دلیل سبک خاص فیلم‌برداری تک پلان و پرداختن به موضوعات اجتماعی، توجه بسیاری از منتقدان را جلب کرد. با این حال، به علت پرداختن به موضوع جنجالی ورزش زنان در ایران، این فیلم تنها یک روز در سینماهای هنر و تجربه به نمایش درآمد و سپس توقیف شد. |     |             | |
| آفرینش بین دو سطح               | ۱۳۹۸        | حسین رجبیان        | این فیلم پس از آزادی مشروط حسین رجبیان از زندان اوین در سال ۱۳۹۸ درست زمانی که وی در ممنوعیت کامل هنری به سر می‌برد تولید شده‌است. فیلمنامه این فیلم توسط وی در دوران محکومیتش به عنوان زندانی سیاسی در زندان اوین نوشته شده است و تاکنون در هیچ جا به نمایش عمومی در نیامده است. زیرا وی برای ساخت این فیلم از هیچ نهاد ناظر حکومتی درخواست مجوز ساخت و پخش نکرده ‌است. این فیلم توسط حسین رجبیان در راستای اعتراض مردمی ایران که از آبان ۱۳۹۸ به اوج خود رسید در بهمن ۱۳۹۸ برای مبارزه با سانسور و اعتراض به وضعیت عمومی کشور و همراهی و همدلی با مردم معترض به‌صورت کاملاً رایگان در اینترنت منتشر شد. |     |             | |
| قاتل و وحشی                     | ۱۳۹۸        | حمید نعمت الله     | در جشنواره ۳۸ توقیف شد |     |             | |
| شیشلیک                          | ۱۳۹۹        | محمد حسین مهدویان  | بخاطر حواشی نامربوط این فیلم مثل مبتذل بودن توقیف شد. |     |             | |
| برادران لیلا                    | ۱۴۰۱        | سعید روستایی       | در جشنواره کن ۲۰۲۲ اکران شد و بخاطر حواشی این فیلم توقیف شد. |     |             | |